# Giovanni Plantageneto, I duca di Lancaster
Giovanni Plantageneto (in inglese John, 1st Duke of Lancaster; Gent, 6 marzo 1340 – Leicester, 3 febbraio 1399), quartogenito di Edoardo III d'Inghilterra, fu conte di Richmond dal 1342 al 1372, duca di Lancaster dal 1362 e duca d'Aquitania dal 1390 fino alla sua morte; fu inoltre il capostipite del casato reale inglese di Lancaster.
Grazie all'origine reale, dei matrimoni vantaggiosi e di alcune generose concessioni di terre, Gaunt fu uno degli uomini più ricchi della sua epoca e fu una figura influente durante i regni sia di suo padre che di suo nipote, Riccardo II. Come duca di Lancaster, è il fondatore della casa reale di Lancaster, i cui membri sarebbero saliti al trono dopo la sua morte. La sua città natale, Gand nelle Fiandre, allora conosciuta in inglese come Gaunt, era l'origine del suo nome. Quando divenne impopolare, circolò una voce scurrile, sostenendo che fosse in realtà il figlio di un macellaio di Gand. Questa voce, che lo fece infuriare, potrebbe essere stata ispirata dal fatto che Edoardo III non era presente alla sua nascita.
Tentò di far valere una pretesa alla Corona di Castiglia che è arrivata attraverso la sua seconda moglie, Costanza di Castiglia, e per un certo periodo si è definito re di Castiglia. Quando Edoardo il Principe Nero, fratello maggiore di Gaunt ed erede apparente dell'anziano Edoardo III, divenne incapace a causa delle cattive condizioni di salute, Gaunt assunse il controllo di molte funzioni governative e divenne una delle figure politiche più potenti d'Inghilterra. Ha dovuto affrontare difficoltà militari all'estero e divisioni politiche in patria, e i disaccordi su come affrontare queste crisi hanno portato a tensioni tra Gaunt, il parlamento inglese e la classe dirigente, rendendolo una figura estremamente impopolare per un certo periodo.
Ha mediato tra il re e un gruppo di nobili ribelli, che includeva il figlio ed erede apparente di Gaunt, Henry Bolingbroke. Dopo la morte di Gaunt nel 1399, le sue proprietà e i suoi titoli furono confiscati dalla Corona e suo figlio Enrico, diseredato, fu bollato come traditore ed esiliato. Enrico tornò dall'esilio poco dopo per reclamare la sua eredità e depose Riccardo II. Regnò come re Enrico IV d'Inghilterra (1399–1413), il primo dei discendenti di Giovanni di Gaunt a detenere il trono inglese.
Tutti i monarchi inglesi da Enrico IV in poi discendono da Giovanni di Gaunt. La sua linea maschile diretta, la Casa di Lancaster, avrebbe governato l'Inghilterra dal 1399 fino alla Guerra delle due rose. Si ritiene inoltre che Gaunt abbia avuto cinque figli fuori dal matrimonio: uno in tenera età da una dama di compagnia di sua madre; gli altri, soprannominati Beaufort, da Katherine Swynford, sua amante di lunga data e terza moglie. Successivamente furono legittimati, ma ciò non influì sul divieto di Enrico IV di avere un posto nella linea di successione. Tramite sua figlia Joan Beaufort, contessa di Westmorland, era un antenato dei re York Edoardo IV Edoardo V e Riccardo III. Attraverso la sua pronipote Lady Margaret Beaufort era anche un antenato di Enrico VII, che sposò la figlia di Edoardo IV, Elisabetta di York, e tutti i monarchi successivi discendono dal loro matrimonio. Due delle figlie di Giovanni si sposarono con gli eredi delle case del Portogallo e Castiglia. Attraverso di loro, molte famiglie reali d'Europa possono risalire a lui.

## Biografia
Giovanni fu il quarto figlio maschio di Edoardo III d'Inghilterra, e di sua moglie, Filippa di Hainaut. Nel 1340 e nel 1342 fu nominato conte di Richmond.
Alla morte di suo suocero, il duca di Lancaster, nel 1361, Giovanni ricevette metà delle sue terre, il titolo di "Conte di Lancaster" e la distinzione come il più grande proprietario terriero dell'Inghilterra settentrionale come erede del Palatinato di Lancaster. Divenne anche il quattordicesimo barone di Halton e l'undicesimo signore di Bowland. Giovanni ereditò il resto della proprietà di Lancaster quando la sorella della sua prima moglie, Maud, contessa di Leicester (sposata con Guglielmo V, conte di Hainaut), morì senza discendenza il 10 aprile 1362.
Giovanni ricevette il titolo di "Duca di Lancaster" da suo padre il 13 novembre 1362. Ormai ben consolidato, possedeva almeno trenta castelli e tenute in Inghilterra e Francia e manteneva una famiglia paragonabile per dimensioni e organizzazione a quella di un monarca. Possedeva terreni in quasi tutte le contee d'Inghilterra, un patrimonio che produceva un reddito netto compreso tra £ 8.000 e £ 10.000 all'anno, equivalente nel 2023 a circa £ 170-213 milioni di valore del reddito, o £ 3,5 - 4,4 miliardi in rapporto al PIL.

## Carriera

### Comandante militare
A causa del suo rango, Giovanni di Gaunt fu uno dei principali comandanti militari d'Inghilterra negli anni 1370 e 1380, anche se le sue imprese non furono mai premiate con il tipo di successo abbagliante che aveva reso suo fratello maggiore Edoardo il Principe Nero un leader così carismatico.

### Guerra in Francia
Alla ripresa della guerra con la Francia nel 1369, Giovanni fu inviato a Calais con Humphrey de Bohun, conte di Hereford e un piccolo esercito inglese con il quale fece irruzione nel nord della Francia. Il 23 agosto affrontò un esercito francese molto più numeroso sotto Filippo il Temerario, duca di Borgogna. Esercitando il suo primo comando, Giovanni non osò attaccare una forza così superiore e i due eserciti si fronteggiarono attraverso una palude per diverse settimane fino a quando arrivarono i rinforzi comandati da Thomas de Beauchamp, conte di Warwick, a cui i francesi si ritirarono senza offrire battaglia. Giovanni e Warwick decisero quindi di colpire Harfleur, la base della flotta francese sulla Senna. Ulteriormente rinforzati dai mercenari tedeschi, marciarono su Harfleur, ma furono ritardati dalle operazioni di guerriglia francese mentre la città si preparava per un assedio. Giovanni assediò la città per quattro giorni in ottobre, ma stava perdendo così tanti uomini a causa della dissenteria e della peste bubbonica che decise di abbandonare l'assedio e tornare a Calais. Durante questa ritirata, l'esercito dovette farsi strada attraverso la Somme al guado di Blanchetaque contro un esercito francese guidato da Ugo di Châtillon, che fu catturato e venduto a Edoardo III. Entro la metà di novembre, i sopravvissuti dell'esercito malaticcio tornarono a Calais, dove il conte di Warwick morì di peste. Sebbene sembrasse una conclusione ingloriosa della campagna, Giovanni aveva costretto il re francese, Carlo V, ad abbandonare i suoi piani per invadere l'Inghilterra quell'autunno.
Nell'estate del 1370, Giovanni fu inviato con un piccolo esercito in Aquitania in aiuto del fratello maggiore malato, il Principe Nero, e al fratello minore Edmundo di Langley, duca di York. Con loro partecipò all'assedio di Limoges (settembre 1370). Dopo questo evento, il Principe Nero diede a Giovanni la luogotenenza d'Aquitania e salpò per l'Inghilterra, lasciandolo al comando. Sebbene abbia tentato di difendere il ducato dall'invasione francese per quasi un anno, la mancanza di risorse e denaro, si dimise dal comando nel settembre 1371 e tornò in Inghilterra. L'anno successivo prese parte con il padre, Edoardo III, a un tentativo fallito di invadere la Francia con un grande esercito.
Probabilmente l'impresa d'armi più notevole di Giovanni avvenne nell'agosto-dicembre 1373, quando guidò un esercito di circa 9.000 uomini a cavallo da Calais a Bordeaux. Questa impresa di quattro mesi attraverso il territorio nemico, eludendo gli eserciti francesi lungo la strada, fu un colpo audace che impressionò i contemporanei ma non ottenne praticamente nulla. Assalito da tutte le parti da imboscate francesi e afflitto da malattie e fame, Giovanni di Gaunt e i suoi predoni si fecero strada attraverso la Champagne, a est di Parigi, in Borgogna, attraverso il Massiccio Centrale e infine giù in Dordogna. Incapaci di attaccare forti e città fortemente fortificate, i predoni saccheggiarono le campagne, il che indebolì le infrastrutture francesi, ma il valore militare del danno fu solo temporaneo. Marciando in inverno attraverso l'altopiano del Limosino, un gran numero di soldati e un numero ancora maggiore di cavalli morirono di freddo, malattia o fame. L'esercito raggiunse Bordeaux occupata dagli inglesi il 24 dicembre 1373, gravemente indebolito in numero con la perdita di almeno un terzo della loro forza in azione e un altro terzo per malattia. All'arrivo a Bordeaux, molti altri morirono di peste bubbonica che imperversava in città. Malato, demoralizzato e ribelle, l'esercito non era in grado di difendere l'Aquitania e i soldati iniziarono a disertare. Giovanni non aveva fondi con cui pagarli e, nonostante le sue suppliche, nessuno fu inviato dall'Inghilterra, quindi nell'aprile 1374 abbandonò l'impresa e salpò.
L'ultima campagna di Giovanni in Francia ebbe luogo nel 1378. Pianificò una "grande spedizione" di uomini a cavallo in una grande armata di navi per sbarcare a Brest e prendere il controllo della Bretagna. Non è stato possibile trovare abbastanza navi per trasportare i cavalli e la spedizione arrivò solo a tentare di conquistare St. Malo. Gli inglesi distrussero le navi nel porto di St. Malo e iniziarono ad assalire la città via terra il 14 agosto, ma Giovanni fu presto ostacolato dalle dimensioni del suo esercito, che non era in grado di foraggiare perché gli eserciti francesi sotto Olivier de Clisson e Bertrand du Guesclin occuparono la campagna circostante. A settembre, l'assedio fu semplicemente abbandonato e l'esercito tornò senza gloria in Inghilterra. Giovanni di Gaunt ricevette la maggior parte della colpa per la sconfitta.
In parte a causa di questi fallimenti, e di quelli di altri comandanti inglesi in questo periodo, Giovanni fu una delle prime figure importanti in Inghilterra a concludere che la guerra con la Francia era impossibile da vincere a causa delle maggiori risorse di ricchezza e manodopera. Iniziò a sostenere i negoziati di pace; infatti, già nel 1373, durante la sua grande incursione attraverso la Francia, prese contatto con Guillaume Roger, fratello e consigliere politico di papa Gregorio XI, per far sapere al papa che sarebbe stato interessato a una conferenza diplomatica sotto gli auspici papali. Questo approccio portò indirettamente al Congresso anglo-francese di Bruges nel 1374-77, che portò alla breve tregua di Bruges tra le due parti. Giovanni era lui stesso un delegato alle varie conferenze che alla fine portarono alla tregua di Leulinghem nel 1389. 

Stemma di Giovanni come cavaliere dell'Ordine della Giarrettiera.

## Reggente

### Capo del governo
Al suo ritorno dalla Francia nel 1374, Giovanni assunse un ruolo più deciso e persistente nella direzione della politica estera inglese. Riuscì a proteggere il riformatore religioso John Wyclif, forse per contrastare il crescente potere secolare della chiesa. Da allora fino al 1377 fu effettivamente il capo del governo inglese a causa della malattia del padre e del fratello maggiore, che non erano in grado di esercitare l'autorità. Le sue vaste proprietà lo hanno reso l'uomo più ricco d'Inghilterra, e la sua grande ricchezza, l'ostentazione di essa, i modi e gli atteggiamenti autocratici, l'enorme dimora londinese (il Savoy Palace sullo Strand) e l'associazione con il fallito processo di pace a Bruges lo resero il bersaglio più visibile dei risentimenti del popolo. La sua permanenza alla guida del governo fu segnata dal cosiddetto Buon Parlamento del 1376 e dal Cattivo Parlamento del 1377. La prima, chiamata a concedere massicce tasse di guerra alla Corona, si trasformò in una rivoluzione parlamentare, con i Comuni (sostenuto in una certa misura dai Lord) che sfogarono le loro lamentele per decenni di tassazione paralizzante, malgoverno e sospetta corruzione endemica tra le classi dirigenti. Giovanni fu lasciato isolato (anche il Principe Nero sostenne la necessità di una riforma) e la Camera dei Comuni si rifiutò di concedere denaro per la guerra a meno che la maggior parte dei grandi ufficiali di stato non fossero stati destituiti e l'amante del re, Alice Perrers, altro focolaio del risentimento popolare, fosse interdetta da ogni ulteriore associazione con lui. Ma anche dopo che il governo ha acconsentito praticamente a tutte le loro richieste, i Comuni hanno rifiutato di autorizzare qualsiasi finanziamento per la guerra, perdendo di conseguenza la simpatia dei Lord.
La morte del Principe Nero l'8 giugno 1376 e l'inizio dell'ultima malattia di Edoardo III alla chiusura del Parlamento il 10 luglio lasciarono a Giovanni tutte le redini del potere. Immediatamente fece concedere la grazia al re malato a tutti i funzionari messi sotto accusa dal Parlamento; anche Alice Perrers fu reintegrata nel cuore della casa del re. Giovanni mise sotto accusa William di Wykeham e altri leader del movimento di riforma e si è assicurato la loro condanna con accuse vecchie o inventate. Il parlamento del 1377 fu il contro-colpo di stato di Giovanni: in modo cruciale, i Lord non sostenevano più i Comuni e Giovanni poté far annullare la maggior parte degli atti del 1376. Riuscì anche a costringere i Comuni ad accettare l'imposizione della prima poll tax nella storia inglese, una misura ferocemente regressiva che pesava più duramente sui membri più poveri della società provocando ribellioni e disordini in tutto il regno. Ad un certo punto fu costretto a rifugiarsi al di là del Tamigi, mentre il Savoy Palace venne saccheggiato. Si diceva (e molti credevano in Inghilterra e in Francia) che intendesse impossessarsi del trono e soppiantare il legittimo erede, suo nipote Riccardo II, il figlio del Principe Nero, ma sembra che non ci fosse alcuna verità in questo e alla morte di Edoardo III e all'ascesa di Riccardo II, Giovanni non cercò alcuna posizione di reggenza per se stesso e si ritirò nelle sue proprietà.
L'impopolarità personale di Giovanni persisteva, tuttavia, e il fallimento della sua spedizione a Saint-Malo nel 1378 non fece nulla per la sua reputazione. A questo punto, anche alcuni dei suoi beni gli furono sottratti dalla Corona. Ad esempio, la sua nave, la Dieulagarde, fu sequestrata e raggruppata con altre navi reali per essere venduta per saldare i debiti di Sir Robert de Crull. Durante la rivolta dei contadini del 1381, Gaunt fu lontano dal centro degli eventi, ma era tra quelli indicati dai ribelli come un traditore da decapitare non appena fosse stato trovato. Il Savoy Palace fu sistematicamente distrutto dalla plebaglia e raso al suolo. I lord nominalmente amichevoli e persino le sue stesse fortezze gli chiusero le porte, e Gaunt fu costretto a fuggire in Scozia con una manciata di servitori e ad affidarsi alla carità di Roberto II di Scozia fino alla fine della crisi. 

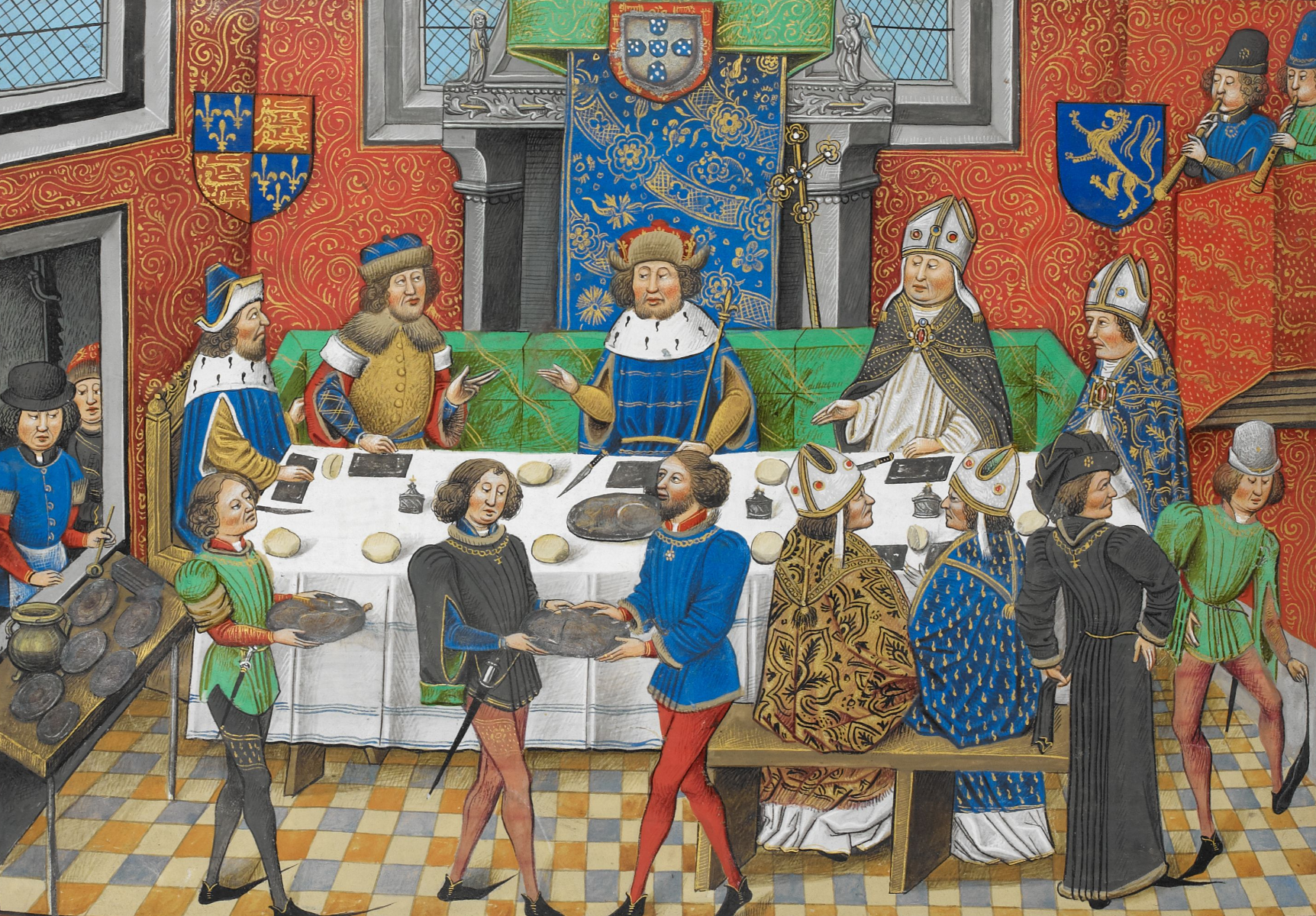
Giovanni di Gaunt cena con Giovanni I del Portogallo, per discutere di un'invasione congiunta anglo-portoghese della Castiglia (da Chronique d'Angleterre di Jean de Wavrin)

## Re di Castiglia
Dopo il suo matrimonio con Costanza di Castiglia nel 1371, Giovanni assunse (ufficialmente dal 29 gennaio 1372) il titolo di re di Castiglia e León in Jure uxoris, e insistette che d'ora in poi i suoi compagni nobili inglesi lo chiamassero "mio signore di Spagna". Dal 1372, Giovanni raccolse attorno a sé una piccola corte di cavalieri e dame castigliani profughi e istituì una cancelleria castigliana che preparava documenti a suo nome secondo lo stile di Pietro I di Castiglia, datati all'epoca castigliana e firmati da lui stesso con la formula spagnola "Yo El Rey" ("Io, il re"). Ha escogitato diversi piani per far valere la sua pretesa con un esercito, ma fallirono a causa della mancanza di finanziamenti o delle rivendicazioni contrastanti della guerra in Francia o con la Scozia.
Fu solo nel 1386, dopo che il Portogallo sotto il suo nuovo re Giovanni I aveva stretto un'alleanza con l'Inghilterra, che fu in grado di sbarcare con un esercito in Spagna e organizzare una campagna per il trono di Castiglia (che alla fine fallì). Firmato il trattato di Windsor tra Giovanni I del Portogallo e Riccardo II d'Inghilterra,  Giovanni salpò dall'Inghilterra il 9 luglio 1386 con un'enorme flotta anglo-portoghese che trasportava un esercito di circa 5.000 uomini più una vasta famiglia "reale" e sua moglie e le figlie. Fermandosi durante il viaggio per usare il suo esercito per respingere le forze francesi che allora stavano assediando Brest, sbarcò a La Coruña, nel nord della Spagna, il 29 luglio.
Il re castigliano, Giovanni I di Castiglia, si aspettava che Giovanni sarebbe sbarcato in Portogallo e aveva concentrato le sue forze sul confine portoghese. Fu spiazzato dalla decisione di Giovanni di invadere la Galizia, il più lontano e disamorato dei regni di Castiglia. Da agosto a ottobre, Giovanni di Gaunt istituì un rudimentale tribunale e una cancelleria a Ourense, ricevendo la sottomissione della nobiltà galiziana e della maggior parte delle città della Galizia, sebbene gli rendessero omaggio a condizione che fosse riconosciuto come re dal resto della Castiglia. Mentre Giovanni di Gaunt aveva scommesso su una prima battaglia decisiva, i castigliani non avevano fretta di unirsi alla battaglia, e iniziò ad avere difficoltà a tenere unito il suo esercito e pagarlo. A novembre, incontrò il re Giovanni I del Portogallo a Ponte do Mouro, sul lato sud del fiume Miño, e concluse con lui un accordo per effettuare un'invasione congiunta anglo-portoghese della Castiglia centrale all'inizio del 1387. Il trattato fu suggellato dal matrimonio della figlia maggiore di Giovanni, Filippa, con il re portoghese. Tuttavia, gran parte dell'esercito di Giovanni aveva ceduto alla malattia e quando l'invasione fu organizzata, erano di gran lunga in inferiorità numerica rispetto ai loro alleati portoghesi. La campagna dell'aprile-giugno 1387 fu un vergognoso fallimento. I castigliani si rifiutarono di offrire battaglia e le truppe galiziano-anglo-portoghesi, a parte gli assedi di città fortificate che facevano perdere tempo, furono ridotte a cercare cibo nell'arido paesaggio spagnolo. Molte centinaia di inglesi, inclusi amici intimi e servitori di Giovanni di Gaunt, morirono di malattia o sfinimento. Molti disertarono o abbandonarono l'esercito per cavalcare verso nord sotto salvacondotti francesi.
La campagna anglo-portoghese fu poco proficua e alla fine fu accettata la proposta di pace dei castigliani: il trattato di pace siglato nel 1387 stabiliva, oltre a una tregua tra Castiglia e Portogallo della durata di tre anni, l'accettazione come re di Castiglia di Giovanni I, un cospicuo indennizzo al duca di Lancaster, Giovanni, per le spese sostenute, ed il matrimonio tra sua figlia Caterina (nipote quindi di Pietro I di Castiglia), e l'erede al trono di Castiglia, Enrico, ristabilendo così la legittimità della dinastia dei Trastámara, sul trono di Castiglia.

## Duca d'Aquitania
Giovanni lasciò il Portogallo per l'Aquitania, e rimase in quella provincia fino al suo ritorno in Inghilterra nel novembre 1389. Ciò lo tenne effettivamente fuori dalle scene mentre l'Inghilterra sopportava la grave crisi politica del conflitto tra Riccardo II e i Lord, che erano guidati dal fratello minore di Giovanni di Gaunt, Tommaso di Woodstock, duca di Gloucester. Solo quattro mesi dopo il suo ritorno in Inghilterra, nel marzo 1390, Riccardo II investì formalmente Gaunt del Ducato d'Aquitania, fornendogli così il territorio d'oltremare che desiderava da tempo. Tuttavia, non tornò immediatamente nella provincia, ma rimase in Inghilterra e governò principalmente tramite siniscalchi come un duca assente. La sua amministrazione della provincia fu una delusione, e la sua nomina a duca fu molto risentita dai Guasconi, poiché in precedenza l'Aquitania era sempre stata detenuta direttamente dal re d'Inghilterra o dal suo erede; non era considerato un feudo che un re potesse concedere a un subordinato. Condusse i negoziati con la Francia negli anni 1392-1394, soffocò la ribellione del Cheshire (1393), e diede il suo assenso alla nomina di erede al trono di Ruggero Mortimer, IV conte di March
Dal 1394 al 1395 fu costretto a trascorrere quasi un anno in Guascogna per rafforzare la sua posizione di fronte alle minacce di secessione da parte dei nobili. Fu uno dei principali negoziatori dell'Inghilterra negli scambi diplomatici con la Francia che portarono alla tregua di Leulinghem nel 1396, e inizialmente accettò di unirsi alla crociata guidata dai francesi che si concluse con la disastrosa battaglia di Nicopoli, ma si ritirò a causa di problemi di salute.
Per il resto della sua vita, Giovanni di Gaunt ricoprì il ruolo di stimato consigliere del re e fedele sostenitore della Corona. Non ha nemmeno protestato, a quanto pare, quando suo fratello minore Tommaso è stato assassinato per volere di Riccardo II. Può darsi che sentisse di dover mantenere questo atteggiamento di lealtà per proteggere suo figlio Henry Bolingbroke (il futuro Enrico IV); ma, nel 1398, Riccardo fece esiliare Bolingbroke, e alla morte di Gaunt l'anno successivo diseredò completamente Bolingbroke, impossessandosi delle vaste proprietà di Giovanni.

### Relazione con Geoffrey Chaucer
Gaunt era un mecenate e amico intimo del poeta Geoffrey Chaucer, meglio conosciuto per la sua opera I racconti di Canterbury. Verso la fine della loro vita, Lancaster e Chaucer divennero cognati. Chaucer sposò Philippa (Pan) de Roet nel 1366 e Lancaster sposò la sua amante da quasi 30 anni, Katherine Swynford, che era la sorella di Philippa, come sua terza moglie nel 1396. Sebbene Philippa morì nel 1387, gli uomini furono legati come fratelli.
Il libro della duchessa di Chaucer, fu scritto in commemorazione di Bianca di Lancaster, la prima moglie di Giovanni di Gaunt. Si ritiene che sia stato scritto nel 1390, anche il breve poema Fortune di Chaucer, dove fa riferimento direttamente a Lancaster.

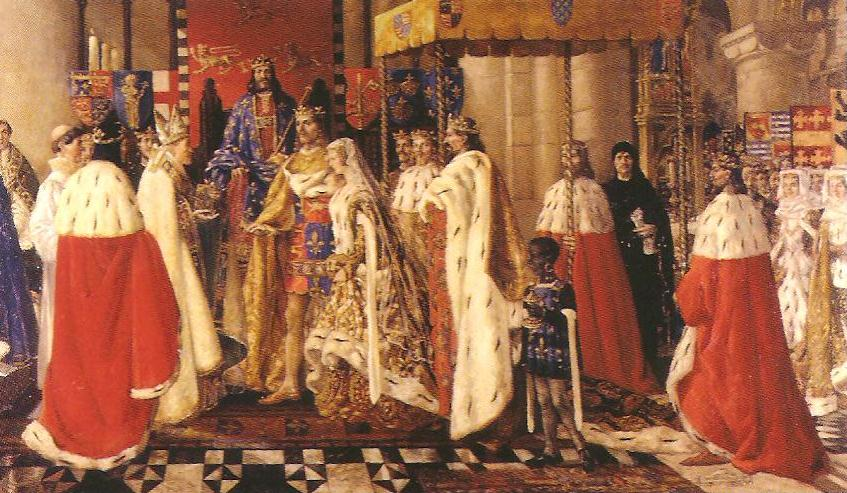
Matrimonio di Giovanni di Gaunt con Bianca di Lancaster all'abbazia di Reading nel 1359: dipinto di Horace Wright (1914)

## Matrimoni

### Primo Matrimonio
Giovanni prima di sposarsi ebbe una relazione con Maria di St. Hilaire di Hainault (1340-1399), dalla quale ebbe una figlia:
- Bianca Plantageneta (1359-1388/1389).

Sposò, il 19 maggio 1359, Bianca di Lancaster (25 marzo 1345-12 settembre 1369), figlia di Enrico Plantageneto e di Isabella di Beaumont. Ebbero sette figli:
- Filippa (31 marzo 1360-19 luglio 1415), sposò Giovanni I di Portogallo;
- Giovanni (1362-1365)[13][14];
- Elisabetta (21 febbraio 1364-24 novembre 1426), sposò in prime nozze John Hastings, III conte di Pembroke, in seconde nozze John Holland, I duca di Exeter e in terze nozze John Cornwall, I barone Fanhope;
- Edoardo (1365-1368);
- Giovanni (1366-1367);
- Enrico IV d'Inghilterra (3 aprile 1367-20 marzo 1413), II duca di Lancaster (1366?–1413) seconda creazione (1362);
- Isabella (1368)[15].

### Secondo Matrimonio
Nel 1371 sposò Costanza di Castiglia (1354-1394), figlia di Pietro I di Castiglia e di Maria di Padilla. Ebbero due figli:
- Caterina di Lancaster (1372–1418), sposò Enrico III di Castiglia;
- Giovanni (1374–1375)

### Terzo Matrimonio
Nel 1396 sposò Caterina Swynford (1350-1403), figlia di Payne De Roet, un araldo fiammingo proveniente da Hainaut, che era stata amante di Giovanni, dopo la morte del marito, il cavaliere inglese Hugh Swynford (1340-1372). Dalla relazione, erano nati quattro figli, legittimati da Riccardo II nel 1397: 
- Giovanni Beaufort (1373-1410), sposò Margaret Holland;
- Enrico Beaufort (1375-1447), vescovo di Winchester e poi cardinale;
- Tommaso Beaufort, I duca di Exeter (1377-1426), sposò Margaret Neville;
- Giovanna Beaufort, contessa di Westmorland (1379-1440) sposò in prime nozze Roberto Ferrers, III barone Ferrers e in seconde nozze Ralph Neville, I conte di Westmorland.

## Morte
Giovanni morì per cause naturali il 3 febbraio 1399 al castello di Leicester, con la sua terza moglie Katherine al suo fianco. Fu sepolto accanto alla sua prima moglie, Bianca di Lancaster, nel coro della cattedrale di San Paolo, adiacente all'altare maggiore. La loro magnifica tomba era stata progettata ed eseguita tra il 1374 e il 1380 da Henry Yevele con l'assistenza di Thomas Wrek, per un costo totale di £ 592. Le due effigi in alabastro erano notevoli per avere le mani destre unite. Una cappella adiacente fu aggiunta tra il 1399 e il 1403. Il monumento fu gravemente danneggiato, e forse distrutto, durante il periodo dell'Interregno (1649–1660); e tutto ciò che è sopravvissuto è andato perduto (con il resto della cattedrale) nel Grande incendio di Londra del 1666. Un memoriale nella cripta dell'attuale cattedrale elenca quello di Gaunt tra gli importanti monumenti perduti.
La sua morte aprì una crisi che portò alla destituzione di Riccardo II e all'ascesa al trono di suo figlio, Enrico di Bolingbroke, che assunse il nome di Enrico IV.

## Ascendenza
|                           |                      |                        | Genitori                    |  |  | Nonni |  |  | Bisnonni                |  |  | Trisnonni                |  |
|                           |                      |                        |                             |  |  |       |  |  | Edoardo I d'Inghilterra |  |  | Enrico III d'Inghilterra |  |
|                           |                      |                        |                             |  |  |       |  |  | Edoardo I d'Inghilterra |  |  | Enrico III d'Inghilterra |  |
|                           |                      | Eleonora di Provenza   |                             |  |  |       |  |  | Edoardo I d'Inghilterra |  |  |                          |  |
| Edoardo II d'Inghilterra  |                      |                        |                             |  |  |       |  |  | Edoardo I d'Inghilterra |  |  |                          |  |
|                           |                      | Eleonora di Castiglia  | Ferdinando III di Castiglia |  |  |       |  |  |                         |  |  |                          |  |
|                           |                      | Eleonora di Castiglia  | Ferdinando III di Castiglia |  |  |       |  |  |                         |  |  |                          |  |
|                           |                      | Eleonora di Castiglia  | Giovanna di Dammartin       |  |  |       |  |  |                         |  |  |                          |  |
| Edoardo III d'Inghilterra |                      | Eleonora di Castiglia  |                             |  |  |       |  |  |                         |  |  |                          |  |
|                           |                      | Filippo IV di Francia  | Filippo III di Francia      |  |  |       |  |  |                         |  |  |                          |  |
|                           |                      | Filippo IV di Francia  | Filippo III di Francia      |  |  |       |  |  |                         |  |  |                          |  |
|                           |                      | Filippo IV di Francia  | Isabella d'Aragona          |  |  |       |  |  |                         |  |  |                          |  |
| Isabella di Francia       |                      | Filippo IV di Francia  |                             |  |  |       |  |  |                         |  |  |                          |  |
|                           |                      | Giovanna I di Navarra  | Enrico I di Navarra         |  |  |       |  |  |                         |  |  |                          |  |
|                           |                      | Giovanna I di Navarra  | Enrico I di Navarra         |  |  |       |  |  |                         |  |  |                          |  |
|                           |                      | Giovanna I di Navarra  | Bianca d'Artois             |  |  |       |  |  |                         |  |  |                          |  |
| Giovanni Plantageneto     |                      | Giovanna I di Navarra  |                             |  |  |       |  |  |                         |  |  |                          |  |
|                           | Giovanni II d'Olanda | Giovanni d'Avesnes     |                             |  |  |       |  |  |                         |  |  |                          |  |
|                           | Giovanni II d'Olanda | Giovanni d'Avesnes     |                             |  |  |       |  |  |                         |  |  |                          |  |
|                           | Giovanni II d'Olanda | Adelaide d'Olanda      |                             |  |  |       |  |  |                         |  |  |                          |  |
| Guglielmo I di Hainaut    | Giovanni II d'Olanda |                        |                             |  |  |       |  |  |                         |  |  |                          |  |
|                           |                      | Filippa di Lussemburgo | Enrico V di Lussemburgo     |  |  |       |  |  |                         |  |  |                          |  |
|                           |                      | Filippa di Lussemburgo | Enrico V di Lussemburgo     |  |  |       |  |  |                         |  |  |                          |  |
|                           |                      | Filippa di Lussemburgo | Margherita di Bar           |  |  |       |  |  |                         |  |  |                          |  |
| Filippa di Hainaut        |                      | Filippa di Lussemburgo |                             |  |  |       |  |  |                         |  |  |                          |  |
|                           |                      | Carlo di Valois        | Filippo III di Francia      |  |  |       |  |  |                         |  |  |                          |  |
|                           |                      | Carlo di Valois        | Filippo III di Francia      |  |  |       |  |  |                         |  |  |                          |  |
|                           |                      | Carlo di Valois        | Isabella d'Aragona          |  |  |       |  |  |                         |  |  |                          |  |
| Giovanna di Valois        |                      | Carlo di Valois        |                             |  |  |       |  |  |                         |  |  |                          |  |
|                           |                      | Margherita d'Angiò     | Carlo II di Napoli          |  |  |       |  |  |                         |  |  |                          |  |
|                           |                      | Margherita d'Angiò     | Carlo II di Napoli          |  |  |       |  |  |                         |  |  |                          |  |
|                           |                      | Margherita d'Angiò     | Maria d'Ungheria            |  |  |       |  |  |                         |  |  |                          |  |
|                           |                      | Margherita d'Angiò     |                             |  |  |       |  |  |                         |  |  |                          |  |